# 石川総親
石川 総親（いしかわ ふさちか）は、常陸下館藩の第6代藩主。伊勢亀山藩石川家分家8代。

## 経歴
天明8年（1788年）9月10日、越後長岡藩主・牧野忠精の次男として生まれた。寛政8年12月29日（1797年）、先代藩主石川総般の養嗣子となり、養父総般の養女（総弾の娘）と婚姻した。享和2年（1802年）の総般の死去により家督を継いだ。
藩財政が悪化していたため、倹約令を出すなどしたが効果はなく、文化5年（1808年）9月25日、または9月29日に21歳で死去した。跡を総般の長男で養嗣子の総承が継いだ。

## 系譜
父母
- 牧野忠精（実父）
- 石川総般（養父）

正室
- 石川総般の養女、石川総弾の娘

養子
- 石川総貨 - 石川総般の長男